# Gyűlölöm a vadvirágos rétet
A Gyűlölöm a vadvirágos rétet Polgár Tibor és Széky S. Dénes szerzeménye; tangó; az Egy tál lencse című filmben (1941) énekelte Karády Katalin.
Az évek folyamán mindmáig játszott örökzölddé vált.

## Híres felvételek
- Karády Katalin, Jávor Pál és Karády Katalin, Weygand Tibor, Frenk (Budapest Bár), Figeczki Anna, Gergely Éva, Határ Ilona...

## Filmek
- Egy tál lencse (1941)